# عبد الحميد أبو زيد
عبد الحميد أبو زيد (المولود باسم محمد غدير؛ 1965– 25 فبراير 2013) هو مناضل جهادي  إسلامي سياسي ومهرب، أصبح في عام 2010 تقريبًا، أحد أكبر ثلاثة قادة عسكريين لتنظيم القاعدة في بلاد المغرب الإسلامي، وهو تنظيم مسلح مقره مالي. وقد تنافس بشكل أساسي مع مختار بلمختار، وهو مواطن جزائري كان قد أصبح قائدًا كبيرًا في تنظيم القاعدة بالمغرب الإسلامي ورئيسًا لجماعته الخاصة بعد ذلك. وكلاهما اكتسب الثروة والسلطة من خلال خطف الرعايا الأوروبيين وطلب الفدية. وبعد السيطرة على مدينة تمبكتو عام 2012، طبق أبو زيد قانون الشريعة الإسلامية ودمر الأضرحة الصوفية.
قتل أبو زيد من قبل القوات الفرنسية والتشادية في 25 فبراير 2013 في القتال شمال مالي. وفي 23 مارس، تم «التأكيد بشكل قاطع» على وفاة أبو زيد من قبل مكتب الرئيس الفرنسي.

## فترة الطفولة
ولد أبو زيد في الجزائر عام 1965.

## الأنشطة المسلحة
كان أبو زيد واحدًا من كبار أعضاء تنظيم القاعدة في إفريقيا (القاعدة في بلاد المغرب الإسلامي) وهو تنظيم إسلامي سياسي مسلح مقره مالي. وكانت قد تمت ترقيته من قبل أمير تنظيم القاعدة بالمغرب الإسلامي، أبو مصعب عبد الودود (الملقب عبد المالك درودكال)؛ وتكهن بعض المعلقين أن عبد الودود أراده بديلاً عن مختار بلمختار، وهو قائد كبير أيضًا بتنظيم القاعدة ببلاد المغرب الإسلامي ويعمل أيضًا في مالي.
يعتقد أن أبو زيد أمر بإعدام إدوين داير، مواطن بريطاني، في عام 2009، وميشيل جيرمانو، فرنسي بالغ من العمر 78 عامًا، في عام 2010. وكان قد اختطف أكثر من 20 من الغربيين بين عامي 2008 و2013 واحتجزهم للحصول على فدية لتمويل أنشطة القاعدة بالمغرب الإسلامي.
عندما سيطر أبو زيد على مدينة تمبكتو في مالي، فرض شكلاً عنيفًا لقانون الشريعة الإسلامية. فقد أمر ببتر أطراف المجرمين كعقاب. ودمرت قواته الأضرحة الصوفية التاريخية، المعترف بها من قبل اليونسكو كمواقع تراث عالمي، حيث يتبع تنظيم القاعدة بالمغرب الإسلامي شكلاً مختلفًا من الإسلام ولا يؤمن بتوقير رجال الدين المسلمين.
ومع ممارسة كل من أبو زيد وبلمختار السلطة في منطقة الساحل، فقد عين عبد الودود في خريف عام 2012 جمال عكاشة (المعروف أيضًا باسم يحيى أبو الهمام) كقائد عام لتنظيم القاعدة بالمغرب الإسلامي في منطقة الصحراء، في محاولة لإحكام السيطرة. ووفقًا لمذكرة منه لأبو زيد وجدت في تمبكتو، كان عبد الودود قلقًا بشأن أن الاندفاع السريع لإقامة قانون الشريعة الإسلامية قد يثير التدخل المسلح. ففي يناير 2013، استجابت فرنسا ودول غرب إفريقيا لطلب حكومة مالي للمساعدة ودخلوا بالقوات في شمال مالي لطرد تنظيم القاعدة في بلاد المغرب الإسلامي.
قام أبو زيد بقيادة فرقة من الإسلاميين في وسط مالي لمهاجمة مدينة ديابالي الصغيرة في يناير 2013.
وبناءً على طلب من الحكومة المالية، قامت القوات الفرنسية بتدخل سريع في يناير لطرد الإسلاميين المتطرفين من شمال مالي. وقد دخلوا المنطقة بعدة من 1200 جندي فرنسي و800 جندي تشادي وبعض عناصر الجيش المالي، ووقع القتال في سلسلة جبال أدرار.

## الوفاة
ذكر أن أبو زيد قد قتل مع 40 مسلحًا في 25 فبراير عام 2013 على يد القوات الفرنسية والتشادية بالقرب من المنطقة الجبلية في تيجارجارا شمال مالي. في ذلك الوقت، كان يعتقد أنه هو ورجاله يحتجزون أربعة مواطنين فرنسيين على الأقل كانوا قد اختطفوا في عام 2010 في النيجر. وكان أول نبأ عن وفاته قد ذكرته قناة النهار التلفزيونية المستقلة في الجزائر في 28 فبراير 2013. وفي 1 مارس 2013، صرح إدريس ديبي، رئيس تشاد، أن قواته قد قتلت أبو زيد أثناء القتال في شمال مالي. وتأكدت وفاته من قبل أحد أفراد تنظيم القاعدة يوم 5 مارس. ووفقًا لمصدر أمني بوكالة أنباء رويترز، فإنه تم استبداله كزعيم لتنظيم القاعدة في بلاد المغرب الإسلامي بالجزائري جمال عكاشة (الملقب بـ يحيى أبو الهمام).
في 16 يونيو 2013، أكد تنظيم القاعدة في بلاد المغرب الإسلامي رسميًا وفاة أبو زيد في بيان الاستشهاد.